# Papey

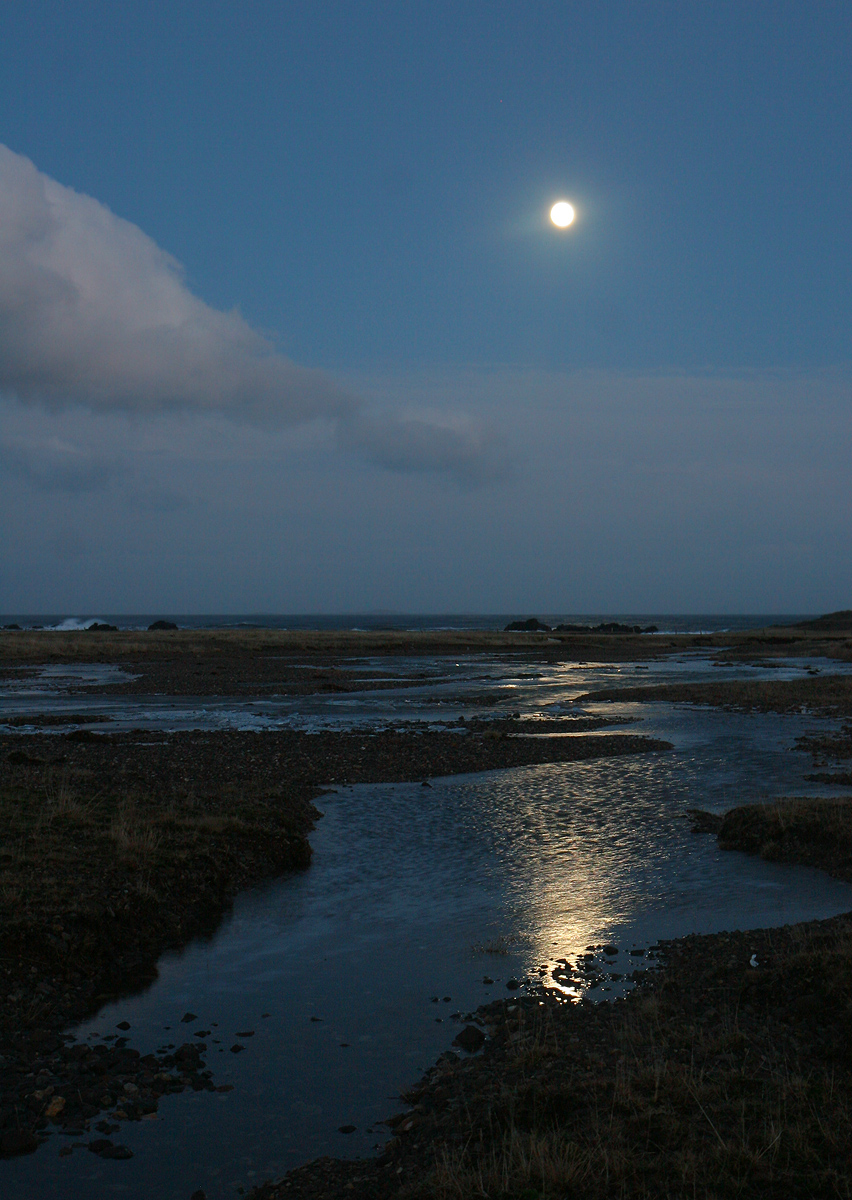
Álftafjörður, IJsland. In de verte is Papey zichtbaar

Papey is een door rotsen omgeven eilandje in het zuidoosten van IJsland. De naam (papeneiland) geeft al aan dat er voor de kolonisatie van IJsland waarschijnlijk Ierse/Schotse monniken op het eiland hebben gewoond. Na de komst van de kolonisten vertrokken ze. Papey ligt een paar kilometer uit de kust ter hoogte van het plaatsje Djúpivogur. Het heeft een oppervlakte van ongeveer 2 vierkante kilometer, en op het hoogste punt van 58 meter staat de uit 1922 daterende Hellisbjarg vuurtoren. Tot 1966 hebben er boeren op het eilandje gewoond, maar op dit moment komen er alleen nog maar schapen voor, tezamen met vele zeevogels, waaronder vele papegaaiduikers.
Behalve de vuurtoren staan er nog een fraai houten kerkje uit 1805 (gerestaureerd in 1998) en de restanten van een kleine boerderij.